# Ėto my ne prochodili
Ėto my ne prochodili (Это мы не проходили) è un film del 1975 diretto da Il'ja Abramovič Frėz.

## Trama
Gli eroi del film sono studenti dell'università pedagogica che vanno a praticare lontano dai muri di casa. Devono sostenere gli esami ogni giorno sia davanti agli insegnanti che lavorano a scuola da diversi anni, sia davanti ai bambini: è molto difficile per un futuro insegnante acquisire autorità. Ma gli studenti riescono a cambiare molto nel solito ambiente scolastico, fanno riflettere molto sia insegnanti che bambini e in qualche modo diventano impercettibilmente necessari, loro stessi. Questa sensazione di essere necessari è stato il guadagno più importante sul percorso difficile ma nobile che hanno scelto.